# جون جي ماكدويل
جون جي ماكدويل (بالإنجليزية: John G. McDowell)‏ (و. 1794 – 1866 م)هو محامي، ومصرفي، وسياسي من الولايات المتحدة الأمريكية . ولد في تشيمونغ .تولى منصب عضو مجلس شيوخ ولاية نيويورك .
وهو عضو في الحزب الديمقراطي الأمريكي .
توفي في تشيمونغ .